# Får ej i vårt hjärta bo
Får ej i vårt hjärta bo är en diakonipsalm av Erik Natanael Natan Söderberg (1869-1937) inspirerad av texten i Bibeln ur Jakob 1:22 och 27. Melodin är en tonsättning av Gunnar Wennerberg som enligt Koralbok för Nya psalmer, 1921 är samma melodi som till psalmen Herren är min herde god (1921 nr 587).

## Publicerad som
- Nr 570 i Nya psalmer 1921, tillägget till 1819 års psalmbok under rubriken "Kyrkan och nådemedlen: Ordets ämbete och församlingslivet: Diakoni".
- Nr 240 i 1937 års psalmbok under rubriken "Diakoni".
- Nr 790 i EFS-tillägget 1986 under rubriken "Efterföljd – helgelse".